# Mistrzostwa Świata w Maratonie MTB 2005
3. Mistrzostwa Świata w Maratonie MTB – zawody sportowe, które odbyły się 20 sierpnia 2005 roku w norweskim Lillehammer.

## Szczegóły
| Medal | Zawodnik            | Narodowość | Czas      |
| ----- | ------------------- | ---------- | --------- |
|       | Thomas Frischknecht | Szwajcaria | 3:52:01 h |
|       | Bart Brentjens      | Holandia   | + 1:43 m  |
|       | Dario Acquaroli     | Włochy     | + 2:50 m  |
| 4     | Peter Riis Andersen | Dania      | + 5:42 m  |
| 5     | Ralph Näf           | Szwajcaria | + 5:58 m  |
| 6     | Karl Platt          | Niemcy     | + 6:05 m  |
| 7     | Marco Bui           | Włochy     | + 6:34 m  |
| 8     | Thomas Dietsch      | Francja    | + 6:47 m  |
| 9     | Andreas Kugler      | Szwajcaria | + 7:05 m  |
| 10    | Jader Zoli          | Włochy     | + 8:18 m  |

| Medal | Zawodnik         | Narodowość        | Czas      |
| ----- | ---------------- | ----------------- | --------- |
|       | Gunn-Rita Dahle  | Norwegia          | 4:05:18 h |
|       | Blaža Klemenčič  | Słowenia          | + 1:43 m  |
|       | Petra Henzi      | Szwajcaria        | + 2:25 m  |
| 4     | Anna Enocsson    | Szwecja           | + 2:46 m  |
| 5     | Pia Sundstedt    | Finlandia         | + 4:15 m  |
| 6     | Daniela Louis    | Szwajcaria        | + 7:40 m  |
| 7     | Esther Süss      | Szwajcaria        | + 10:56 m |
| 8     | Irina Kalentiewa | Rosja             | + 10:57 m |
| 9     | Martina Deubler  | Austria           | + 11:03 m |
| 10    | Gretchen Reeves  | Stany Zjednoczone | + 11:27 m |

## Tabela medalowa
| Miejsce | Państwo    |   |   |   |   |
| ------- | ---------- | - | - | - | - |
| 1.      | Szwajcaria | 1 | 0 | 1 | 2 |
| 2.      | Norwegia   | 1 | 0 | 0 | 1 |
| 3.      | Holandia   | 0 | 1 | 0 | 1 |
|         | Słowenia   | 0 | 1 | 0 | 1 |
| 5.      | Włochy     | 0 | 0 | 1 | 1 |